# ゴッドレス・フローリン

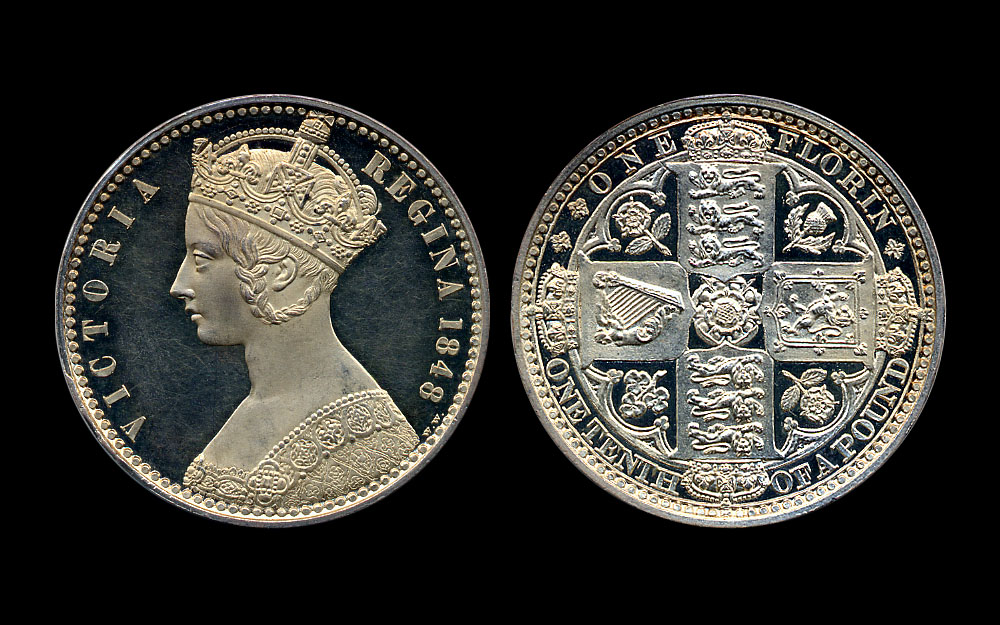
1848年銘 試作"ゴッドレス・フローリン"
このデザインが流通貨に採用された

ゴッドレス・フローリン (Godless Florin) とは、イギリスで最初に発行され流通した1849年銘の2シリングに相当する銀貨の名称である。この銀貨には、イギリスのコインに決まって刻印されていた「DEI GRATIA：神の恩寵による」が欠如しており、この為「Godless Florin：神無きフローリン」と呼ばれる。

## 概要
イギリスでは、1846年～47年当時、十進法通貨制度を模索した時期があり、各種の通貨単位呼称の試作コインが製造され、導入に向けた検討がなされた。その結果1/10ポンド（2シリング）に相当する通貨単位呼称をフローリンとすることが決定され、1849年には流通用のフローリン銀貨が発行された。これがゴッドレス・フローリンである。
1848年には、この十進法通貨のパターン（試作コイン）が製造された。これらは表面の肖像が王冠を戴くヴィクトリア女王の胸像、月桂冠を戴く女王の頭像、ヘアバンドを付けた女王の頭像の3種、裏面は4つの紋章入りの盾が十字に配置されたもの、イングランド、スコットランド、アイルランド、ウェールズの4つのモチーフが配置されたもの、それに単純な花輪と額面表示だけのものの3種類がデザインされた。更に、額面標記はFLORIN（フローリン）のほかに、CENTUM（センタム）、DECADE（デカード）、DIME（ダイム）のものがあったため、これらの各種の組み合わせにより30種のパターンが存在する。コインをデザインしたのは当時の王立造幣局彫刻部長であった、ウィリアム・ワイオンである。
結局は1847年に発行されたゴチック・クラウン銀貨と同じデザインとすることに落ち着いたが、1849年銘の流通用のコインもこのパターンの刻印を使用して製造されたため、DEI GRATIA欠如のまま流通することとなったが、パターンとは言え、何ゆえDEI GRATIAが欠如していたか、真相は不明である。
ゴッドレス・フローリンは1849年銘のままで1851年まで製造され、1851年にはDEI GRATIAを加刻し、ブラックレーター書体を採用したゴチック・フローリンが登場している。なお、1849年銘のゴッドレス・フローリンには、最初パターンの刻印がそのまま流用されたが、後に細部を修正した別の刻印に変わったため、女王の表情やドレスの模様が異なるバラエティーがある。初期のものはウィリアム・ワイオンのイニシャルである「W.W.」が枠線によってつぶされているため、このコインは「without W.W.」と呼ばれ、希少価値があるとされる。
イギリスでは、十進法通貨制度はこの後100年以上経た1971年まで導入されることは無かったが、フローリンという額面のコインはこの後も継続して製造され流通した。シリング銀貨と共に最も普通に使われるコインであったため、現存するコインは非常に状態が悪く、場合によっては表裏が判断できにくいまでに磨耗したコインも見受ける。しかし、掲載写真のような（これはパターンだが）完璧な状態のコインも存在し、コイン収集家にとっては人気のコインである。